# 隠語
隠語（いんご、Jargon、cloak）とは、ある特定の専門家や仲間内だけで通じる言葉や言い回しや専門用語のこと。外部に秘密がもれないようにしたり、仲間意識を高めたりするために使われる。
隠語とは仲間内でのみ通用することを目的にした語である。暗語（あんご）、集団語（しゅうだんご）などともいう。
もともと特定の集団においては、細かな微妙な内容を効率的に表現するため、専門家の間では専門用語、特定の業界人の間では業界用語が用いられる。
「隠語」は英語ではsecret word、cant、jargon、secret languageなどと訳される。ただし、厳密にはジャーゴン (jargon) は客観的に専門家や業界人など限られた人間にしかわからない語をいい、回りくどい説明をしなくても特定の概念を表現することを目的としているのに対し、「隠語」はあえて仲間内にのみ通用することを目的として用いられる語であるとして、違いが指摘される。
隠語には次のような機能がある。
1. 外部の人間に話の内容を知られないよう隠蔽する機能[2]
2. 集団内で仲間意識を高める機能[2]

また、隠語には言葉遊びの性質もある。
隠語は内容がわかるか否かで内部と外部を分け、わからない人間は疎外感を味わうこともあるため、隠語は一般的には品位を伴うものとはみなされていない。

## 日本語の隠語の例
流通業や小売業などで使われる符丁（符牒）なども隠語の一種と考えられる。百貨店などの対面販売を重視する店舗では、顧客を尊重し不快な思いをさせないよう、「食事休憩」「トイレ」などの店員同士の会話・連絡の際に、各店舗ごとに異なる符丁でその事を伝える風習がある。また、得意客を一般客から区別するために特別な呼称を用い、これがある種のステータスともなり半ば伝統化している例もある。
犯罪者や警察官などが、集団外の人間に話している内容が知られては困る場合にわざと使う用語もこれに含まれる。法曹関係者、建設業従事者、芸能界関係者、マスメディア関係者、風俗業関係者などの間で用いられる、一般人には理解できないような言い回しなどもこれに入る。
医師や看護師などの医療関係者の場合、患者と家族の前で仕事を行うことになるため、あえて部外者には分からない言い回しを使うことによって、仕事を行いやすくする目的もある。
- エッセン - 食事休憩のこと。ドイツ語の essen（食べる）に由来。
- 拾う - 当直の際に患者の死に遭遇すること。ドイツ語の sterben（死ぬ）から「シュテルベン→捨てる→拾う」という語呂合わせ。

などがある。
日本の警察の場合「マル＋漢字1文字」で表す隠語がよく使われることが知られている。
- マル暴 - 暴力団員または暴力団対策課
- マル被 - 被疑者
- マル害 - 被害者
- マル目 - 目撃者
- マル運 - 運転手
- マルタイ - SPによる警護対象者・捜査機関による捜査対象者など、警察業務上何らかの対象となっている人物
- マル走 - 暴走族
- マル自 - 公安部監視対象の極右思想に傾斜した自衛官
- マル有 - 有線電話―警察無線に対して

など。
そのほか、短く略す「公妨（公務執行妨害）」などのように想像が付きやすい隠語もあるが、「ナシ割り（遺留品捜索）」「エス弾（煙状催涙ガス弾）」「ノビ（家宅侵入）」など一般人にはわかりにくい隠語もある。
業務無線では「通話コード」と呼ばれる、特定語に対応させた3桁の数字や3文字のアルファベットを用いて通信を行なう団体もある。
寄席芸人の隠語として「カゼ（扇子）」「マンダラ（手拭い）」「タロ（給料、金銭）」「タレ（女性）」「キン（観客）」「ドサ（田舎）」などがある。
客室乗務員の隠語では「UUU」というものがある。同じ便に乗り組む同僚に、注文の多い乗客についての注意喚起をするもので「Urusai」（うるさい）の3回繰り返しの頭字語。
旧日本海軍にも数多くの隠語が存在しており、
- 赤レンガ - 霞が関にあった海軍省
- レス - 料亭（レストランの略）
- エス - 芸者（シンガーの頭文字のS）
- ケップ - キャプテン・艦長
- ケプガン - ガンルームすなわち士官次室の先任者
- マリる - マリッジすなわち結婚する
- CO - コーヒー
- アドヴァンス - 給料の前借り
- マイナス - 借金、付け。戦死した士官が料亭などに遺した「マイナス」は兵学校などの同期生が肩代わりして「マイナス」を支払うのが慣例で、戦争中は「○○（人名）のマイナス全部でいくつある？」になると「○○は戦死した」という婉曲表現にもなったという。
- ホワイト - 芸者以外の、いわゆる素人女性。芸者などの「玄人」はブラックと呼んでいた。
- ウー - 女性、ウーマンの略
- 手荒く - 非常に・とても

などの主に士官間で通じる士官用語や、
- バス - 風呂
- オスタップ - ウォッシュタブすなわち桶
- ジョンベラ - 水兵服または水兵そのもの
- 楽長 - 進級が非常に遅い人[注釈 1]
- ジャクる - 進級が遅れて拗ねてしまい極めて機嫌が悪いこと
- 司令官 - 立派なカイゼル髭を蓄えた古参兵
- 銀蠅 - 軍艦などに貯蔵している食糧や酒を拝借すること

などの下士官・兵の間で用いられた用語、
- 陸さん・陸助・陸式・馬糞 - 陸軍[注釈 2]。
- 修正 - 殴ってわからせる教育的指導

などの共通用語があった。なお、旧海軍の事実上の後継者であり、慣習なども受け継いでいる海上自衛隊ではこれら隠語はあまり使用されていないようである。
鉄道でもJRを通じて全国で広く使われている隠語や各社で異なる隠語が存在する。「ラッチ（改札の鋏入れ）」「ナキヤ（アナウンス係）」「マグロ（轢死体）」など。電報略号から発生した略称もある。
相撲界、プロレス界では、「ちゃんこ（食事）」「金星（美女）」「お米（金）」「ごっつあんです（ありがとうございます）」「ガチンコ（真剣勝負）」「タニマチ（スポンサー、支援者）」など。大相撲隠語一覧も参照。

## 海外における隠語
インターネットでの言論を厳しく監視・規制している中国では、当局の検閲対象である「敏感詞」を回避するため隠語が生み出され、その隠語が新たに規制されるいたちごっこが続いている。隠語の例としては「デモ」→「散歩」、「習近平」→「くまのプーさん」「ジャイアン」、六四天安門事件関連におけるほぼ全ての隠語などがある。